# Sturmartillerie-Lehr-Brigade 111
De Sturmgeschütz-Lehr-Brigade II / Sturmartillerie-Lehr-Brigade 111 was tijdens de Tweede Wereldoorlog een Duitse Sturmgeschütz-eenheid van de Wehrmacht ter grootte van een afdeling, uitgerust met gemechaniseerd geschut. Deze eenheid was een zogenaamde Heerestruppe, d.w.z. niet direct toegewezen aan een divisie, maar ressorterend onder een hoger commando, zoals een legerkorps of leger.
Deze Sturmgeschütz-eenheid kwam in actie aan het oostfront in de laatste maanden van de oorlog.

## Krijgsgeschiedenis

### Sturmgeschütz-Lehr-Brigade II
Sturmgeschütz-Lehr-Brigade II werd opgericht in Burg bij de Sturmgeschützschule Burg in oktober 1944, als vervanging voor de naar het front vertrokken Sturmgeschütz-Lehr-Brigade I.
Op 22 januari 1945 werd de brigade gealarmeerd en ook naar het oostfront verplaatst. Hiervoor werden de resten van 1./Heeres-Sturmgeschütz-Brigade 909 en de 2./Heeres-Sturmgeschütz-Brigade 191 ingelijfd.
In februari 1945 werd de Brigade omgedoopt in Sturmartillerie-Lehr-Brigade 111.

### Sturmartillerie-Lehr-Brigade 111
De omdoping betekende echter geen organisatorische verandering, de samenstelling bleef gelijk.
De brigade nam als onderdeel van een Kampfgruppe deel aan een ontzettingspoging van Poznań. Een batterij ging naar Schneidemühl, werd daar omsingeld en vernietigd. Tijdens de terugtrekking naar de Oder werd de rest van de brigade ook omsingeld en alle StuG’s werden vernietigd. Te voet kwamen de resten over de Oder bij Guben. De brigade werd nu terug verplaatst naar Burg om opnieuw uitgerust te worden. Begin april kwam de brigade weer naar de Oder, rond Bad Freienwalde. Toen op 16 april het Sovjet offensief rond Berlijn begon, werd de brigade gedwongen terug te trekken, noordelijk aan Berlijn voorbij, richting de Elbe.

### Einde
Het einde van de Sturmartillerie-Lehr-Brigade 111 kwam in delen. Twee batterijen kwamen over de Elbe begin mei 1945 en capituleerden aan Amerikaanse troepen. Een batterij deed hetzelfde bij Gorlem. De resterende Kampfgruppe rond de commandant gaf zich over aan Sovjettroepen in het gebied Lauenburg-Ludwigslust-Perleberg.

## Samenstelling
- Staf
- 1e Batterij
- 2e Batterij
- 3e Batterij
- lichte veldhouwitzer batterij

## Commandanten
| Rang      | Naam                | Begin | Eind           |
| --------- | ------------------- | ----- | -------------- |
| Hauptmann | Hans-Joachim Wagner | ?     | begin mei 1945 |